# Ljustorps socken
Ljustorps socken i Medelpad och Ångermanland ingår sedan 1971 i Timrå kommun och motsvarar från 2016 Ljustorps distrikt.
Socknens areal är 491,40 kvadratkilometer, varav 470,20 land. År 2000 fanns här 1 072 invånare. Kyrkbyn Ljustorp med sockenkyrkan Ljustorps kyrka ligger i socknen. 

## Administrativ historik
Ljustorp socken har medeltida ursprung. 
Vid kommunreformen 1862 övergick socknens ansvar för de kyrkliga frågorna till Ljustorps församling och för de borgerliga frågorna bildades Ljustorps landskommun. Landskommunen inkorporerades 1952 i Hässjö landskommun som uppgick 1971 i Timrå kommun.
1 januari 2016 inrättades distriktet Ljustorp, med samma omfattning som församlingen hade 1999/2000.  
Socknen har tillhört fögderier, tingslag och domsagor enligt vad som beskrivs i artikeln Medelpad. De indelta båtsmännen tillhörde Första Norrlands andradels båtsmanskompani.

## Geografi
Ljustorps socken ligger kring Ljustorpsån norr om Indalsälvens mynning. Socknen har dalgångsbygd vid vattendragen och är däromkring en kuperad, sjörik skogsbygd med höjder som i norr når 411 meter över havet.
Ljustorp består av ca 32 byar.  Det är en gammal jordbruksbygd och är ett av Västernorrlands jordbrukstätaste områden. Ljustorp har drygt 30 aktiva föreningar, av vilka de största är Ljustorps Idrottsförening, Ljustorps Hembygdsförening och Ljustorps socken ekonomisk förening. I Mellberg centralort i Ljustorp finns skola, förskola, affär, idrottsplats, bygdegård och handelsträdgård. På somrarna finns också flera kaféer, en gårdsbutik för byn mejeri och tomatodlingen Ljustorps tomater..
Vintertid går långloppet Medelpad Classic Ski genom bygden.

## Fornlämningar
Från bronsåldern har anträffats enstaka gravrösen och från järnåldern gravar av högtyp.

## Namnet
Namnet (1344 Liusthorp) är ett bygdenamn med efterleden torp i betydelse 'inhägnad, betesmark'. Förleden kan antingen vara 'ljus, öppen' eller ett namn på Ljustorpsån syftande på dess ljusa vatten.

## Befolkningsutveckling
| Befolkningsutvecklingen i Ljustorps socken 1750–1990 | Befolkningsutvecklingen i Ljustorps socken 1750–1990 | Befolkningsutvecklingen i Ljustorps socken 1750–1990 | Befolkningsutvecklingen i Ljustorps socken 1750–1990 | Befolkningsutvecklingen i Ljustorps socken 1750–1990 |
| --- | ---------------------------------------------------- | ---------------------------------------------------- | ---------------------------------------------------- | ---------------------------------------------------- |
| |                                                      |                                                      |                                                      |                                                      |
| År |                                                      |                                                      | Folkmängd                                            |                                                      |
| 1750 | 1750                                                 |                                                      | 615                                                  |                                                      |
| 1760 | 1760                                                 |                                                      | 734                                                  |                                                      |
| 1769 | 1769                                                 |                                                      | 809                                                  |                                                      |
| 1780 | 1780                                                 |                                                      | 2 310                                                |                                                      |
| 1790 | 1790                                                 |                                                      | 2 477                                                |                                                      |
| 1800 | 1800                                                 |                                                      | 2 696                                                |                                                      |
| 1810 | 1810                                                 |                                                      | 936                                                  |                                                      |
| 1820 | 1820                                                 |                                                      | 1 090                                                |                                                      |
| 1830 | 1830                                                 |                                                      | 1 304                                                |                                                      |
| 1840 | 1840                                                 |                                                      | 1 312                                                |                                                      |
| 1850 | 1850                                                 |                                                      | 1 611                                                |                                                      |
| 1860 | 1860                                                 |                                                      | 1 898                                                |                                                      |
| 1870 | 1870                                                 |                                                      | 1 985                                                |                                                      |
| 1880 | 1880                                                 |                                                      | 2 324                                                |                                                      |
| 1890 | 1890                                                 |                                                      | 2 672                                                |                                                      |
| 1900 | 1900                                                 |                                                      | 2 595                                                |                                                      |
| 1910 | 1910                                                 |                                                      | 2 551                                                |                                                      |
| 1920 | 1920                                                 |                                                      | 2 767                                                |                                                      |
| 1930 | 1930                                                 |                                                      | 2 589                                                |                                                      |
| 1940 | 1940                                                 |                                                      | 2 488                                                |                                                      |
| 1950 | 1950                                                 |                                                      | 2 018                                                |                                                      |
| 1960 | 1960                                                 |                                                      | 1 678                                                |                                                      |
| 1970 | 1970                                                 |                                                      | 1 105                                                |                                                      |
| 1980 | 1980                                                 |                                                      | 1 048                                                |                                                      |
| 1990 | 1990                                                 |                                                      | 1 128                                                |                                                      |
| Anm: Siffrorna för 1780, 1790 och 1800 avser förmodligen hela pastoratet. Källor: Umeå universitet - Tabellverket 1749-1859, Demografiska databasen, CEDAR, Umeå universitet. |                                                      |                                                      |                                                      |                                                      |